# ザーロモン・マイアー・フォン・ロートシルト

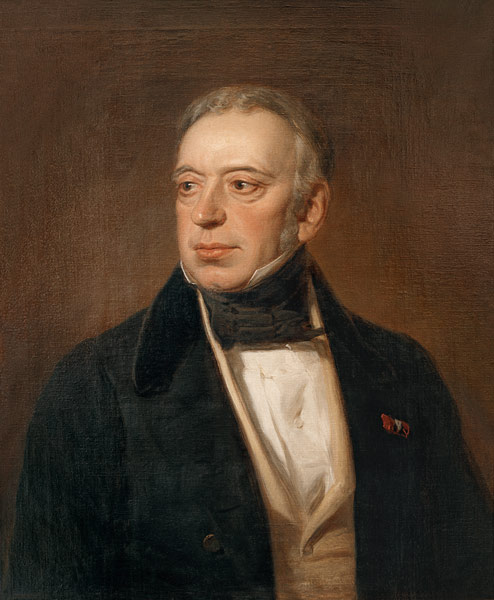
ザーロモン・マイアー・フォン・ロートシルト

ザーロモン・マイアー・フォン・ロートシルト男爵（ドイツ語: Salomon Meyer Freiherr von Rothschild、1774年9月9日-1855年7月28日）は、フランクフルト出身のオーストリアの銀行家・貴族。
ロートシルト家（英語読みでロスチャイルド家）の祖であるマイアー・アムシェル・ロートシルトの次男であり、オーストリアのロスチャイルド財閥の創始者。

## 経歴

### 前半生
1774年9月9日、ヘッセン＝カッセル方伯家御用商人マイアー・アムシェル・ロートシルトの次男として神聖ローマ帝国帝国自由都市フランクフルトのゲットーに生まれた。
1789年頃から父の仕事を手伝うようになり、ロスチャイルド家がヘッセン＝カッセル方伯家の正規の金融機関に指名されると、毎日のようにカッセルにつめるようになった。1800年に父はザーロモンと長兄アムシェルをパートナーとした。同年に結婚した。
1806年10月にナポレオン率いるフランス軍がプロイセン侵攻のついでにヘッセンにも侵攻し、11月にはヘッセン選帝侯（ヘッセン＝カッセル方伯）ヴィルヘルム1世が国外亡命を余儀なくされた。ロートシルト家は選帝侯不在時の選帝侯の債権の管理を任され、ザーロモンもフランス当局の目を盗んでは馬車で各地を回って選帝侯の債権回収に努めた。またナポレオンが発令した大陸封鎖令を利用し、ロンドンにいる長弟ネイサンがイギリス商品を安値で買い付け、それをザーロモンとアムシェルが物資不足にあえぐ大陸各地で売りさばき、巨額の利益を上げることにも成功した。
1810年9月には父、兄アムシェル、次弟カルマン、三弟ヤーコプとともに「マイアー・アムシェル・ロートシルト父子会社（M. A. Rothschild & Söhne）」を創設した。父は1812年に死去したが、その頃にはすでに兄弟は全員が億万長者になっていた。
ナポレオン敗退後の復古体制ウィーン体制では銀行界も旧勢力が復古したので、新参のロートシルトは弾き出されたが、1818年のアーヘン会議で立場を挽回した。この会議でもはじめロートシルト家は弾き出されそうだったが、ザーロモンとカルマンがフランス公債を大量に買って一気に売り払う金融操作を行ったことが功を奏し、復古勢力も今やロートシルト家が無視することのできない大財閥であることを認めたのであった。会議後にはウィーン体制の中心人物であるオーストリア帝国宰相クレメンス・フォン・メッテルニヒが90万グルデンの融資を求めてきたので、これに応じている。

### オーストリア移住後

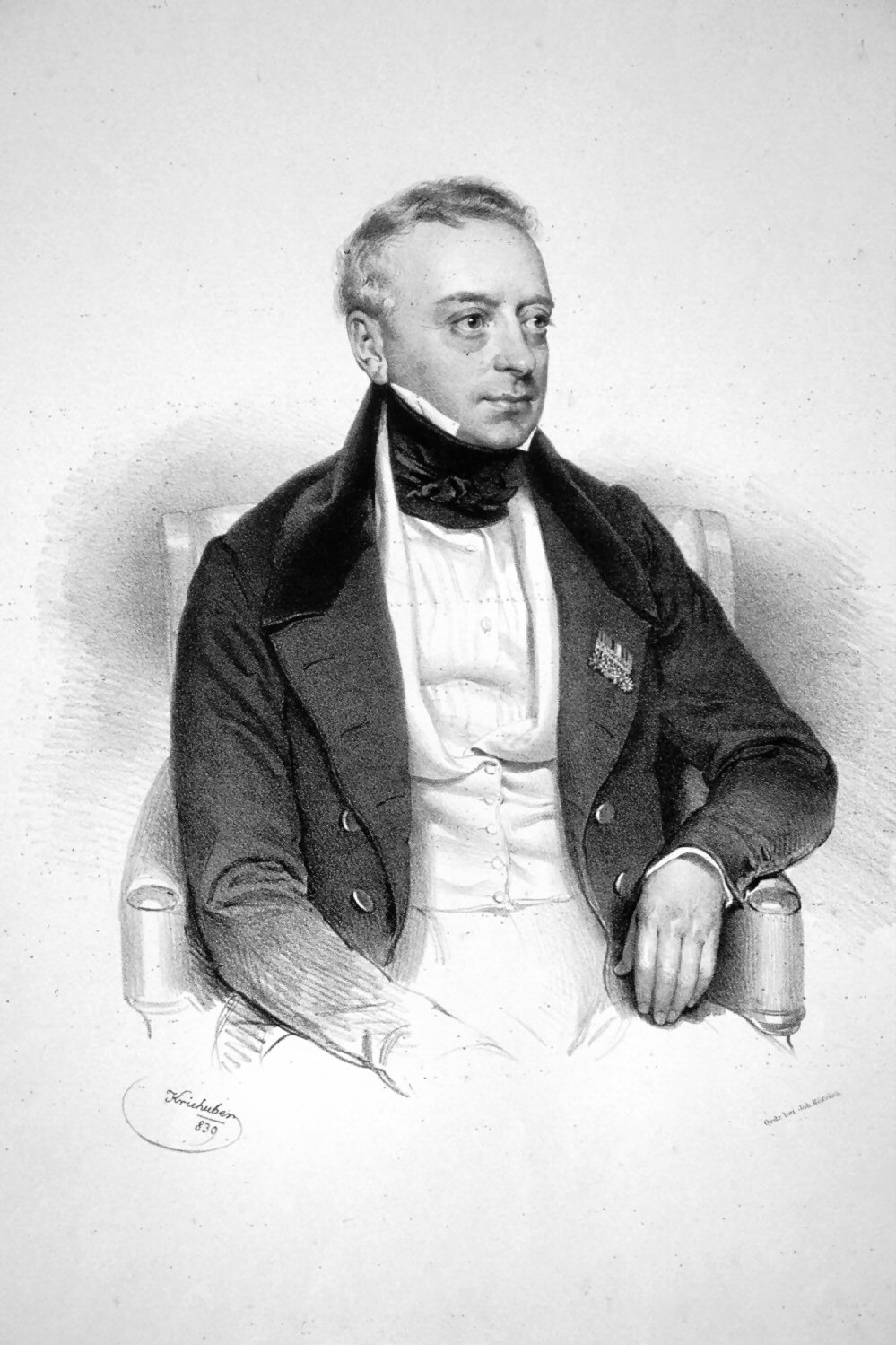
1839年に描かれたザーロモン・マイアー・フォン・ロートシルトの絵。

全ヨーロッパにまたがるロートシルト銀行帝国の一翼となるべく、1819年にオーストリア政府の許可を得て、ウィーンへ移住した。オーストリアは未だ封建主義的でユダヤ人差別も激しい国だった。そのためロートシルト家としては、ここを担当するのは、兄弟のうち最も封建領主のご機嫌取りがうまいザーロモンが最適と判断したのだった。
当時のオーストリアではユダヤ人の不動産所有が法律で禁じられていたため、ザーロモンは邸宅を持たず、ウィーン市内の「ローマ皇帝ホテル」で仮住まいした。しかし銀行業（「S・M・フォン・ロートシルト銀行」）の方は順調に推移し、オーストリア公債の公募と債券の発行で巨額の利益を上げた。
宰相メッテルニヒをはじめとするオーストリア政府中枢部とも緊密な関係となった。メッテルニヒからの依頼を受けて、パルマ女公マリア・ルイーザ（元ナポレオン皇后）の私生児ウィルヘルム・アルブレヒト・フォン・モンテヌヴォ伯爵のための財産を巧みな金融操作によって作り出すことにも貢献した。1822年にはハプスブルク家から彼を含むロートシルト5兄弟全員に男爵位が送られている。
1835年、フェルディナントが皇帝に即位すると鉄道建設プロジェクトの請願を出した。この鉄道の名前をカイザー・フェルディナント・北部鉄道 （現オーストリア北部鉄道）と名付けることにより、皇帝の自尊心をくすぐり建設にこぎつけ、オーストリアの鉄道王としても知られるようになった。また彼はオーストリア・ロイド汽船会社の発起人となったり、1843年にはスレスコ地方（現チェコモラヴィア・スレスコ州）ヴィトコヴィッツにあるヴィトコヴィッツ製鉄所を独占所有した。このようにして、元々は銀行家であった彼は産業資本家としての一面も持つに至った。
慈善事業も積極的に行い、病院の建設や給水設備の設置に莫大な寄付を行った。様々な法的制限を課せられているユダヤ人の地位改善にも努めた。1843年には最後まで残されていたユダヤ人に対する権利制限である不動産購入禁止も解禁された。これを機にザーロモンもモラビアやシレジアなどに大荘園を購入したため、彼は瞬く間にオーストリア有数の大地主となった。

### 国外亡命と晩年
オーストリアが革命に揺れる1848年3月13日、革命派暴徒の憎しみを集めていたメッテルニヒはザーロモンからもらった金貨と信用状をもって国外亡命を余儀なくされた。ついで暴徒はザーロモンが購入していた「ローマ皇帝ホテル」にも押し寄せてきて、打ちこわしと略奪を行った。身に危険を感じたザーロモンも国外亡命を余儀なくされた。
この革命によってロートシルト家は破産寸前まで追い込まれたが、5兄弟の団結と1849年頃から保守派の反転攻勢がはじまり、革命勢力が衰退しはじめたことでロートシルト家は滅亡を免れた。ザーロモンがオーストリアへ帰国することはなかったものの、彼の息子アンゼルムがオーストリアにおけるロートシルト財閥を立てなおした。
ザーロモンは、1855年7月28日にフランス・パリで客死した。

## 人物
ユダヤ教への信仰心は、5兄弟の中でも長兄アムシェルについで強かった。これに対して下の三人はしばしばユダヤ教の戒律に反する行動を行い、アムシェルから大目玉をくらっていた。
彼の息子であるアンゼルムは生まれながらの富裕者として物腰も洗練されていたが、立志伝の人であるザーロモンは「宮廷に出入りするおべっか使い」然とした奴隷根性的雰囲気が消えなかったという。

## 家族
1800年にカロリーネ・ステルンと結婚。彼女との間に以下の2子を儲けた。
- 第1子（長男）アンゼルム・ザロモン（1803-1874）：ウィーン・ロートシルト家第2代当主
- 第2子（長女）ベッティ（1805-1886）：パリ家の祖ジェームズ・ド・ロチルドと結婚。